# Juan Crisóstomo de Arriaga

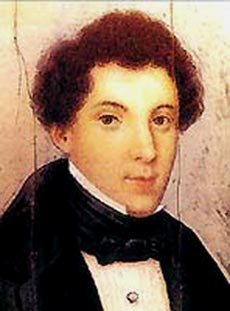
Juan Crisóstomo de Arriaga

Juan Crisóstomo de Arriaga, mit vollem Namen Juan Crisóstomo Jacobo Antonio de Arriaga y Balzola, (* 27. Januar 1806 in Rigoitia (Bilbao); † 17. Januar 1826 in Paris) war ein spanischer (baskischer) Violinist und Komponist.

## Leben
Arriaga entstammte einer wohlhabenden musikalischen Familie und erwies sich sowohl als Geiger als auch als Komponist als frühreifes Talent, weshalb er auch als „spanischer Mozart“ bezeichnet wurde (zufällig wurde er auch auf den Tag genau 50 Jahre nach Wolfgang Amadeus Mozart geboren). Bereits vor seinem 15. Lebensjahr komponierte er die Oper Los esclavos felices, die auch in seiner Heimatstadt Bilbao aufgeführt wurde. 1821 ging er an das Pariser Konservatorium, wo er von Pierre Baillot weiteren Geigenunterricht erhielt sowie in Harmonielehre und Kontrapunkt von François-Joseph Fétis ausgebildet wurde. Aufgrund seines erstaunlichen Talentes wurde Arriaga bereits 1824 Assistent von Fétis in dessen Kompositionsklasse.

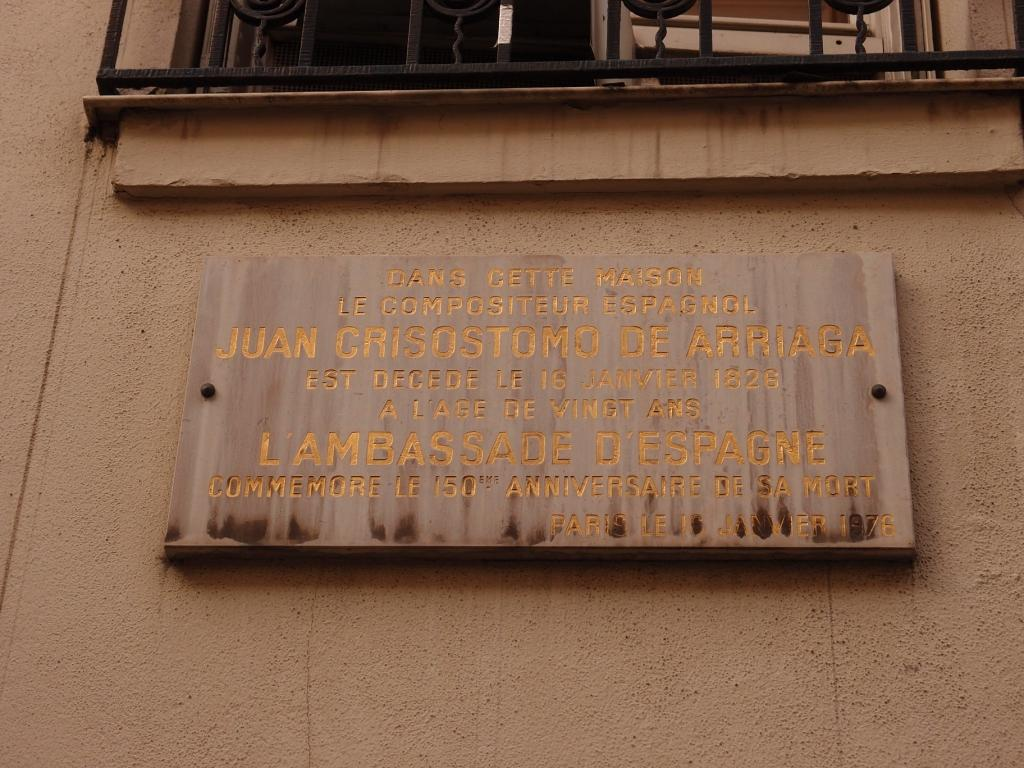
Gedenktafel für Juan Crisóstomo de Arriaga in Paris, Rue de Castiglione

Arriaga starb kurz vor seinem 20. Geburtstag an Tuberkulose, geriet dann bald in Vergessenheit und wurde erst mit dem Aufleben des spanischen Nationalismus Ende des 19. Jahrhunderts wiederentdeckt.
Als seine bedeutendsten Werke gelten die drei Streichquartette. 1824 in Paris erschienen – Arriaga war erst 17 –, sind sie die einzigen Werke, die bereits zu seinen Lebzeiten verlegt worden sind. Sie stehen stilistisch zwischen Haydn und Mozart, lassen aber auch Anklänge an den frühen Beethoven erkennen. Dabei findet Arriaga durchaus zu einer eigenen Tonsprache, die man bei aller vorhandenen Formstrenge (Verwendung des Kontrapunkts) als elegant, leicht und melodiös charakterisieren kann. Musikalisch frappierend sind, auch die Tonalität betreffend, Ähnlichkeiten zu Franz Schuberts Werk (Dur-Moll-Wechsel in der gleichen Tonart); ob Arriaga von Schubert wusste, ist nicht bekannt.
Daneben komponierte er Erminia, scène lyrique-dramatique (nach Tasso, 1821–26), eine Symphonie in D-Dur (Sinfonía a gran orquesta, 1824) sowie verschiedene kammermusikalische Werke und Kirchenmusik (Stabat mater, 1821–26).

## Ehrungen
In Bilbao ist das Teatro Arriaga nach ihm benannt.